# Günther Klatt
Günther Klatt (* 2. Mai 1957 in München; † 8. Dezember 2012 ebenda) war ein deutscher Jazzsaxophonist, Maler und Bildhauer. Als „origineller Tenorist“ und „Querdenker“ wagte er „tief verwurzelt in der Jazztradition … konzeptionell, gemeißelt, sehr stimmige Ausflüge in frei improvisierte Gefilde.“

## Leben
Klatt studierte nach dem Abitur Grafik, um als Bühnenbildner tätig zu sein. Erst ab 1976 lernte er Saxophon als Autodidakt; er ist auf seinem Instrument gleichermaßen von Paul Gonsalves und Dexter Gordon wie von Archie Shepp beeinflusst. Das Handbuch „Jazz in München“ beschreibt das Spiel Klatts als „bösartig, zornig und aggressiv, spontan und expressiv“ und weist auf seine Sinnlichkeit, seine tiefe Sonorität und sein „rauchiges Vibrato“ hin.
Sein erstes Engagement hatte er 1979 bei Nico Bunink, mit dem er in den Niederlanden auf Tournee war. 1980 und 1981 folgen Auftritte mit Dusko Goykovich, Sam Rivers, Doug Hammond, Joe Nay und Lala Kovacev, aber auch bereits mit eigener Gruppe. 1982 produziert Klatt seine erste LP „The Horn is Back“, mit einem Quartett, zu dem neben Kovacev noch der neuseeländische Ausnahme-Pianist Paul Grabowsky und Bassist Leonard Jones gehörten. 1984 spielte er in New York City mit Marty Cook, den er nach Deutschland holte. Er spielte später im Trio mit Jürgen Wuchner und Andreas Krieger. Anfang der 1990er arbeitete er mit Aki Takase im Duo (CD „The Ballads of Duke Ellington“) und mit Frank Lacy, Ed Schuller und Ronnie Burrage in der Gruppe New York Razzmatazz (CD „FaMozzo“). Von 1986 bis 1998 spielte er mit dem Pianisten Tizian Jost (CD „Live in Mexico City“). In den letzten Jahren war er u. a. mit den Munich Jazz Lizzards zu hören, konzertierte aber auch weiterhin gelegentlich mit eigenen Formationen im In- und Ausland, meist im Duo mit dem Pianisten und Jazzakkordeonisten Christian Ludwig Mayer.
Klatt spielte nur in wenigen Konstellationen, mit denen er auch international (Europa, Lateinamerika, indischer Subkontinent) auftrat und zog die Inspirationen für die Musik aus der Beschäftigung mit anderen Medien, seiner Arbeit für den Film und als Maler und Bildhauer. Er war in den letzten Jahren zunehmend als Maler und Bildhauer aktiv, hatte viel in Venedig gearbeitet, sich mit „tecnica mista“ beschäftigt und bizarre Flugobjekte („FlugMazznahmen“) gebaut.
Am 8. Dezember 2012 verstarb er nach längerer Krankheit.

## Auszeichnungen
1982 erhielt er den Kulturpreis der Stadt München. Beim Aufenthalt in New York City 1984 bekam er in der „First European Jazz Competition“ den Ersten Preis der „International Jazz Federation“.

## Diskographische Hinweise
- The Horn Is Back (JG Records 9, 1982)
- Strangehorn (Eigenverlag, 1985)
- Günther Klatt & Elephantrombones (Enja, 1988)
- Günther Klatt & Aki Takase Art of the Duo: Plays Ballads of Duke Ellington (Tutu 1990)
- Günther Klatt & New York RazzMatazz Fa Mozzo (Tutu 1995)
- Günther Klatt & Tizian Jost Art of the Duo: Live in Mexico City (Tutu, 1998)

## Ausstellungen
- Kulturzentrum Einstein (München, 2001)
- Galleria Antico Ardenghe (Venedig, 2001)
- Pavillon „Alter Botanischer Garten“ (München, 2001)
- Bankhaus Reuschel & Co. (München, 2001)
- Malerei & Skulptur: Galeria Duomo (Bergamo/Italien) (2002)
- Ausstellung bei PMA, München (2002)
- Ausstellungen im Jazzclub Unterfahrt (München, 2003)
- Galerie Spitzer (Frankfurt a. M., 2003)
- Galerie „Orangerie am Englischen Garten“ (München, 2003)
- Galerie Schöninger (München, 2003)